# Interpretación alegórica de la Biblia
La interpretación alegórica de la Biblia es un método interpretativo (exégesis) que parte de la base de que la Biblia tiene varios niveles de significado y tiende a centrarse en el sentido espiritual, que incluye el sentido alegórico, el sentido moral (o tropológico) y el sentido anagógico, en contraposición al  sentido literal. A veces se le denomina cuadriga, en referencia al carro romano que era tirado por cuatro caballos.
Algunos[¿quién?] sostienen que la lucha de Jacob con un ángel en Oseas 12:4 hace referencia a una interpretación alegórica. En la Edad Media, la interpretación alegórica fue utilizada por varios comentaristas bíblicos del cristianismo.

## Cuatro tipos
.

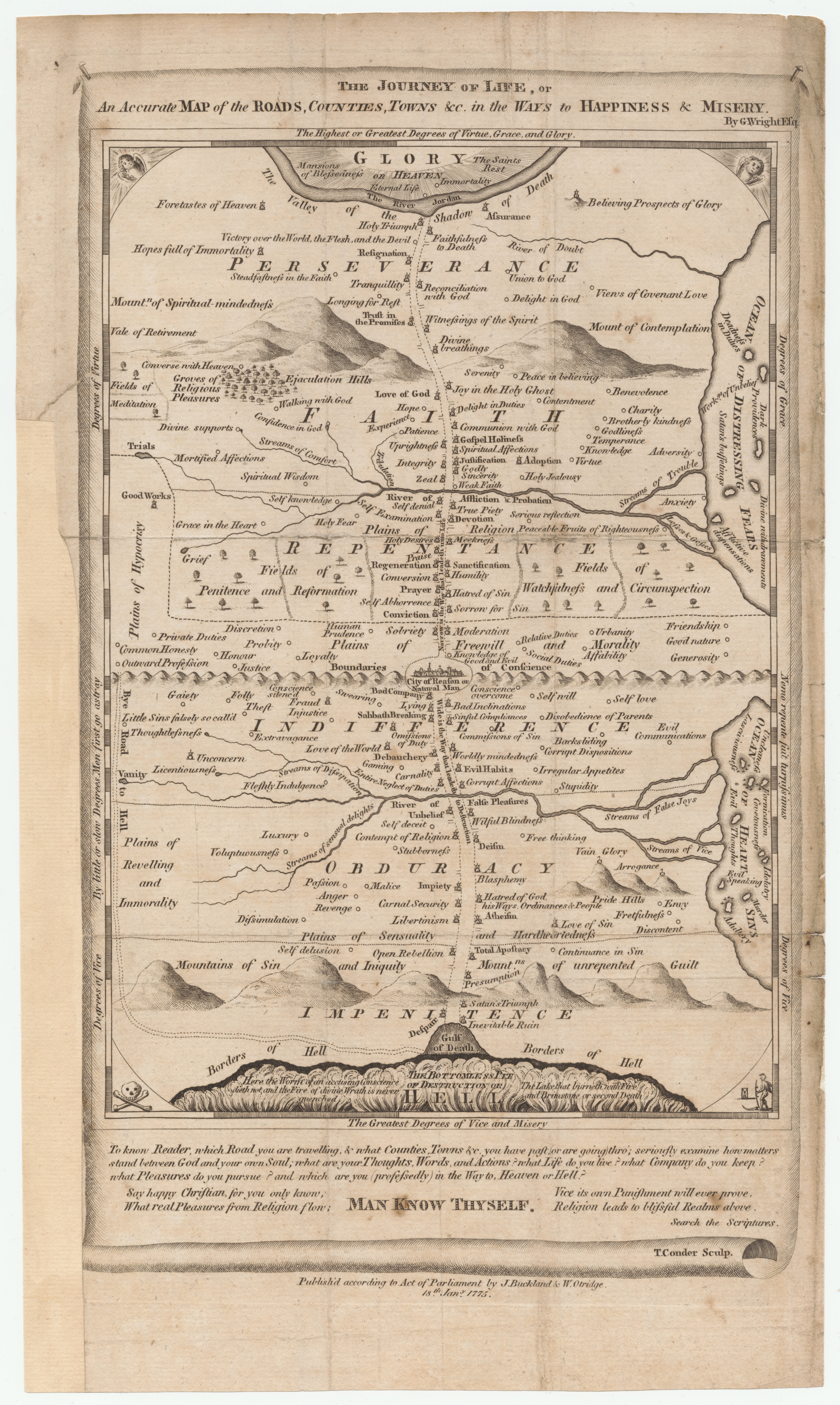
Mapa alegórico cristiano de El viaje de la vida, o un mapa exacto de los caminos, condados, ciudades &c. en los caminos hacia la felicidad y la miseria, 1775

La interpretación de las Escrituras se denomina a veces Cuadriga, una referencia al carro romano que era tirado por cuatro caballos a la vez. Los cuatro caballos simbolizan los cuatro submétodos de interpretación de las Escrituras.
De la Edad Media se conserva una rima latina destinada a ayudar a los eruditos a recordar las cuatro interpretaciones:

Littera gesta docet, Quid credas allegoria, Moralis quid agas, Quo tendas anagogia.

La rima se traduce aproximadamente:
<poema>
Lo literal enseña lo que Dios y nuestros antepasados hicieron,
La alegoría es donde se esconde nuestra fe y creencia,
El significado moral nos da la regla de la vida diaria,
La anagogía nos muestra dónde terminamos nuestras luchas.</poema>
Los tres primeros de estos modos (literal, alegórico y moral) formaban parte de la tradición cristiana expresada por Orígenes. San Juan Casiano (c. 360-435) añadió el cuarto modo (anagógico) en el siglo IV. Su contemporáneo, san Agustín (354-430) utilizó el método interpretativo cuádruple en su explicación de la doctrina cristiana, Sobre la doctrina cristiana. Debido a la gran popularidad de "Sobre la doctrina cristiana" en la Edad Media, el método de los cuatro pliegues se convirtió en el estándar en la exégesis bíblica cristiana de ese período.
- Interpretación literal: explicación del significado de los acontecimientos con fines históricos desde una perspectiva neutral tratando de entender el texto en la cultura y época en que fue escrito, y lugar y lengua en que fue compuesto. Es decir, desde el siglo XIX, suele averiguarse utilizando los métodos críticos superiores como la crítica de fuentes y la crítica de formas. En muchos seminarios y universidades modernos, el significado literal suele centrarse en un abandono casi completo de los métodos espirituales, como es muy obvio cuando se comparan los comentarios de una Biblia Douay Rheims o Confraternity o Knox con una Nueva Jerusalén, NRSV o NABRE.[6]
- Interpretación tipológica (o alegórica): conectar los acontecimientos del Antiguo Testamento con el Nuevo Testamento, en particular, establecer conexiones alegóricas entre los acontecimientos de la vida de Cristo con las historias del Antiguo Testamento. También, un pasaje habla directamente a alguien como cuando Francisco de Asís escuchó el pasaje de vender todo lo que tenía. También puede apuntar tipológicamente a la Santísima Virgen María, que es el arca que contenía la Palabra de Dios; Judit, que mató a un tirano es un tipo mariano; la zarza ardiente, que contiene el fuego de Dios pero no se consumió, como María sostuvo a la Segunda Persona de la Trinidad en su vientre pero no se quemó.[7]
- Interpretación tropológica (o moral): "la  moraleja de la historia", o cómo se debe actuar ahora. Muchas de las parábolas de Jesús y el Libro de los Proverbios y otros libros sapienciales están repletos de significado tropológico[8]
- Interpretación anagógica: trata de los acontecimientos futuros de la historia cristiana (escatología), así como del cielo, el purgatorio, el infierno, el juicio final, la Resurrección General y el segundo Advenimiento de Cristo, etc. (profecías).[9]

## Antigüedad
Orígenes, en su Tratado sobre los primeros principios, recomienda que el Antiguo y el Nuevo Testamento se interpreten alegóricamente en tres niveles: la "carne", el "alma" y el "espíritu". Afirma que muchos de los hechos relatados en las Escrituras, si se interpretan en sentido literal, o carnal, son imposibles o carecen de sentido. Deben interpretarse alegóricamente para ser comprendidos. Algunos pasajes tienen partes que son literalmente verdaderas y partes que son literalmente imposibles. Entonces, "el lector debe esforzarse por captar el significado completo, conectando mediante un proceso intelectual el relato de lo que es literalmente imposible con las partes que no son imposibles sino históricamente verdaderas, siendo estas interpretadas alegóricamente en común con la parte que, hasta donde llega la letra, no sucedió en absoluto.".

## La Edad Media
Los pueblos de la Edad Media forjaron sus ideas e instituciones a partir de los legados culturales del mundo antiguo. No veían la ruptura entre ellos y sus predecesores que ven los observadores actuales; veían la continuidad con ellos mismos y con el mundo antiguo utilizando la alegoría para unir las lagunas. El uso de la interpretación alegórica en la Edad Media comenzó como un método cristiano para estudiar las diferencias entre los dos Testamentos (interpretación tropológica). Los eruditos cristianos creían que ambos Testamentos estaban igualmente inspirados divinamente por Dios y buscaban comprender las diferencias entre las leyes del Antiguo Testamento y las del Nuevo Testamento.
Los eruditos medievales creían que el Antiguo Testamento servía como alegoría de los acontecimientos del Nuevo Testamento, como la historia de Jonás y la ballena, que representa la muerte y resurrección de Jesús. Según el Libro de Jonás del Antiguo Testamento, un profeta pasó tres días en el vientre de un pez. Los eruditos medievales creían que esto era una alegoría (usando la interpretación tipológica) de la muerte de Jesús y su estancia en la tumba durante tres días antes de resucitar.